# El honor de los Prizzi
El honor de los Prizzi (título original: Prizzi's Honor) es una película estadounidense de 1985, dirigida por John Huston y protagonizada por Jack Nicholson, Kathleen Turner, Robert Loggia, William Hickey, Anjelica Huston, Lawrence Tierney y CCH Pounder en los papeles principales. Fue ganadora de un Óscar a la mejor actriz de reparto (Anjelica Huston) y tuvo 7 candidaturas, incluyendo mejor película. Fue además ganadora de 4 Globos de Oro y varios premios y candidaturas más.

## Argumento
En el ambiente de las poderosas familias de la mafia, se celebra la fiesta de matrimonio de uno de sus miembros. A ella acude Irene Walker (Kathleen Turner), quien se presenta como una asesora en impuestos, pero en realidad se trata de una asesina a sueldo.

## Reparto
| Actor              | Personaje             |
| ------------------ | --------------------- |
| Jack Nicholson     | Charley Partanna      |
| Kathleen Turner    | Irene Walker          |
| Robert Loggia      | Eduardo Prizzi        |
| John Randolph      | Angelo 'Pop' Partanna |
| William Hickey     | Don Corrado Prizzi    |
| Lee Richardson     | Dominic Prizzi        |
| Michael Lombard    | Filargi 'Finlay'      |
| Anjelica Huston    | Maerose Prizzi        |
| George Santopietro | Plumber               |
| Lawrence Tierney   | Teniente Hanley       |

## Premios

### Oscar
| Año  | Categoría                 | Candidato                  | Resultado  |
| ---- | ------------------------- | -------------------------- | ---------- |
| 1985 | Mejor Película            | Mejor Película             | Candidata  |
| 1985 | Mejor Director            | John Huston                | Candidato  |
| 1985 | Mejor Actor               | Jack Nicholson             | Candidato  |
| 1985 | Mejor Actor de Reparto    | William Hickey             | Candidato  |
| 1985 | Mejor Actriz de Reparto   | Anjelica Huston            | Ganadora   |
| 1985 | Mejor Guion Adaptado      | Richard Condon Janet Roach | Candidatos |
| 1985 | Mejor Diseño de Vestuario | Donfeld                    | Candidato  |
| 1985 | Mejor Montaje             | Rudi Fehr Kaja Fehr        | Candidatos |